# Charles Villiers Stanford

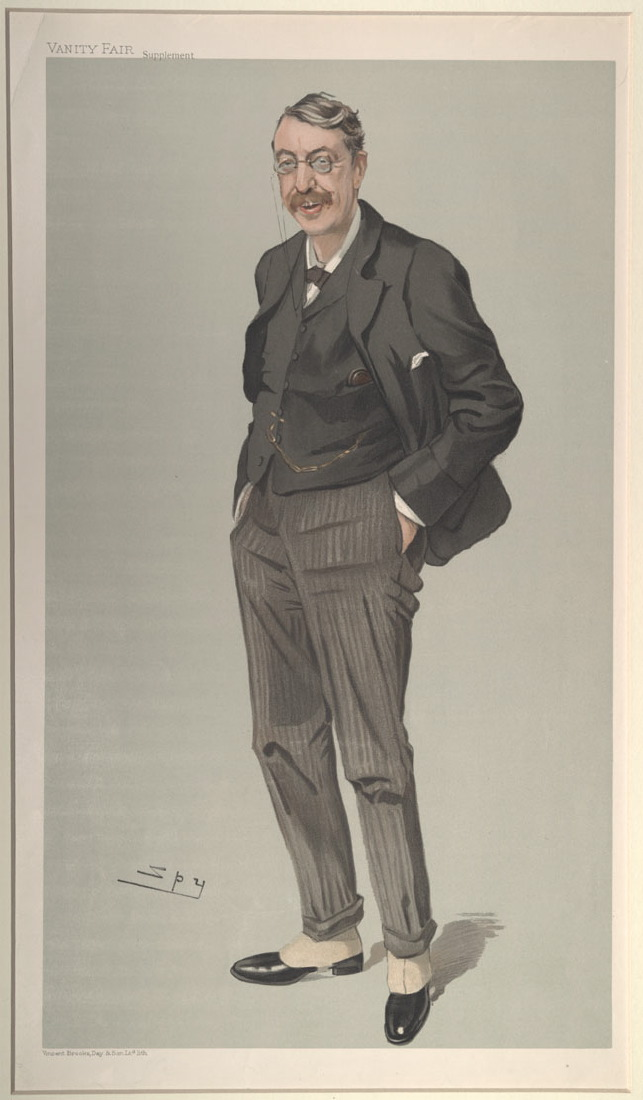
Charles Villiers Stanford på en karikatyr av Leslie Ward från 1905.

Charles Villiers Stanford, född den 30 september 1852 i Dublin, död den 29 mars 1924 i London, var en irländsk-brittisk tonsättare.
Stanford studerade för bland andra Carl Reinecke i Leipzig och Friedrich Kiel i Berlin. Han dirigerade 1872–1893 universitetsmusikföreningen i Cambridge, tog 1877 filosofie magistergrad och blev sedermera hedersdoktor i musik i Oxford och Cambridge, 1883 professor vid Royal College of Music, 1885 Otto Goldschmidts efterträdare som ledare av Bachkören i London, 1887 som George Alexander Macfarrens efterträdare professor även vid Cambridges universitet och 1897 dirigent för filharmoniska sällskapet i Leeds, där han ledde de stora musikfesterna 1901–1910. Stanford adlades 1901. Han var lärare till bland andra Gustav Holst, Ralph Vaughan Williams, Eugene Aynsley Goossens, Gerald Finzi och Frank Bridge. 
Stanford skrev en mängd betydande verk, däribland operorna The Veiled Prophet (1881), Savonarola (1884), The Canterbury pilgrims (samma år),
Shamus O'Brien (1896) och Much Ado About Nothing (1900), musik till Aischylos Eumeniderna (1886) och Sofokles Kung Oidipus, symfonier, konserter, en mängd kammarmusik och kyrkomusik, oratorierna The three holy children (1885) och Eden (1891), ett Stabat mater, flera större och smärre världsliga körverk, solosånger, piano- och orgelstycken, varjämte han utgav samlingar av irländska folkvisor och författade Studies and memories (1908), Musical composition (1911), Pages from an unwritten diary (1914) och (tillsammans med Cecil Forsyth) A history of music (1916).